# صحراء ألتار الكبرى

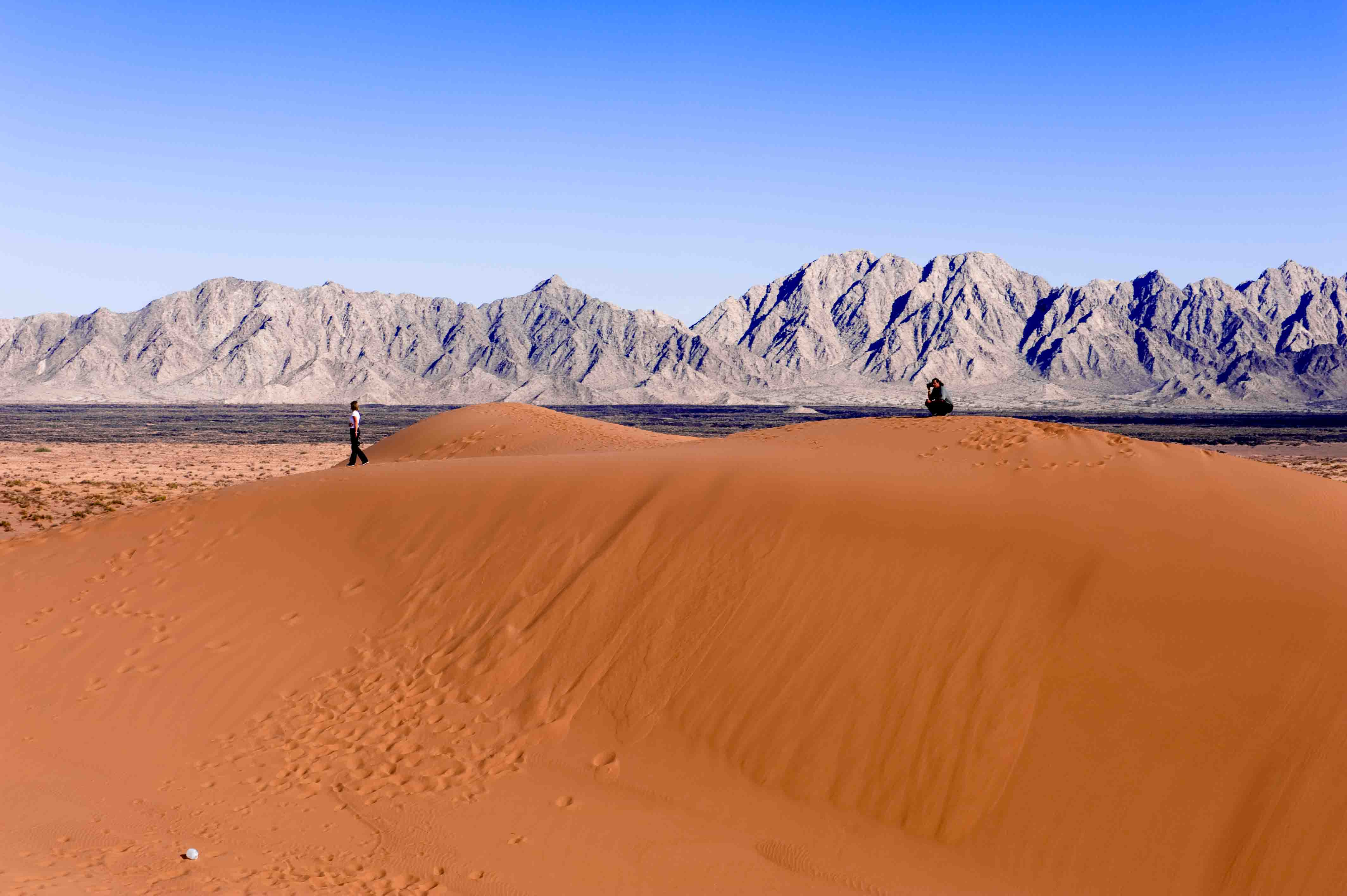
الكثبان الرملية بصحراء ألتار الكبرى.

صحراء ألتار الكبرى (بالإسبانية: Gran Desierto de Altar) هي واحدة من أكبر أجزاء صحراء سونوران في المكسيك، وتشمل الصحراء منطقة الكثبان الرملية النشطة فقط في أميركا الشمالية، فهي تمتد عبر الحدود الشمالية لخليج كاليفورنيا، حيث يبلغت الطول أكثر من 100 كيلومتر من الشرق إلى الغرب، وأكثر من 50 كيلومترا من الشمال إلى الجنوب، وتشكل الصحراء أكبر منطقة برية مستمرة داخل صحراء سونوران، أما الجزء الشرقي من الصحراء فهي محمية المحيط الحيوي.
تغطي صحراء ألتار الكبرى حوالي 5700 كلم2، أكثر هذه المساحة تقع في ولاية سونورا المكسيكية، في شمال حواف التداخل الحدودي إلى ولاية أريزونا جنوب غرب أمريكا. تبلغ سماكة الكثبان الرملية المهيمنة على الصحراء أكثر من متر واحد إلى أقل من 120 متر، أما إجمالي حجم الرمال في صحراء ألتار الكبرى فهي حوالي 60 كلم3.

## توزيع الكثبان الرملية
الاسم الأكثر شهرة لصحراء ألتار الكبرى هي نجمة الكثبان الرملية، وكثير ما يزيد طول الكثيب الرملي عن 100 متر، وأكثر من ثلثي صحراء ألتار الكبرى تغطيها صفائح وكثبان الرمل.

## مناخ الصحراء
مناخ صحراء ألتار الكبرى هو مناخ حار إلى حار جاف، متوسطة هطول الأمطار السنوي، ومعظم الأمطار يقع بين أيلول / سبتمبر وكانون الأول / ديسمبر، وبلغ معدل هطول الأمطار في منطقة بورتو بيناسكو، سونورا 73 ملم سنويا، وتنقص هذه النسبة كلما اتجهنا شمالا ففي منطقة يوما، أريزونا (على الحافة الشمالية الغربية من الصحراء) يصل معدل هطول الأمطار إلى 62 مم سنويا، تبلغ درجات الحرارة في منتصف الصيف 45 درجة مئوية، أما منتصف الشتاء فقد سجلت أدنى مستوى لدرجة الحرارة أقل من 10 درجات مئوية.